# ماتياس غينسبيرغ
ماتياس غينسبيرغ هو سياسي ألماني، ولد في 13 يوليو 1949 في هامبورغ في ألمانيا. نشط حزبياً في الحزب الديمقراطي الحر. وقد انتخب عضو في البوندستاغ الألماني خلال فترته النيابية ‏ (9 ديسمبر 1982 – 29 مارس 1983).